# Macaranga glandibracteolata
Macaranga glandibracteolata är en törelväxtart som beskrevs av S.J.Davies. Macaranga glandibracteolata ingår i släktet Macaranga och familjen törelväxter. Inga underarter finns listade i Catalogue of Life.